# Jason Williams
Jason Chandler Williams (Belle, 18 novembre 1975) è un ex cestista statunitense, professionista nella NBA.
(Stephanie Shepherd, inventrice del soprannome 'White Chocolate')
È soprannominato White Chocolate. Ritenuto uno dei più grandi passatori di tutti i tempi, noto per i suoi assist spettacolari e creativi, nel 2006 ha vinto il titolo NBA come titolare dei Miami Heat. La stessa squadra lo ha inserito nella lista dei migliori giocatori della storia della franchigia.

## Carriera

### College
Williams, a livello collegiale, giocò per la University of Florida, di cui era il playmaker titolare. Nella stagione 1997-98 fece registrare 17 punti e 6.7 assist a partita, stabilendo anche il record della sua università con 17 assist in una singola gara. Sempre in quella stagione, però, Williams fu sospeso per uso di marijuana. Il giocatore decise quindi di accelerare i tempi per il suo passaggio tra i professionisti, dichiarandosi eleggibile per il draft NBA 1998.

### NBA

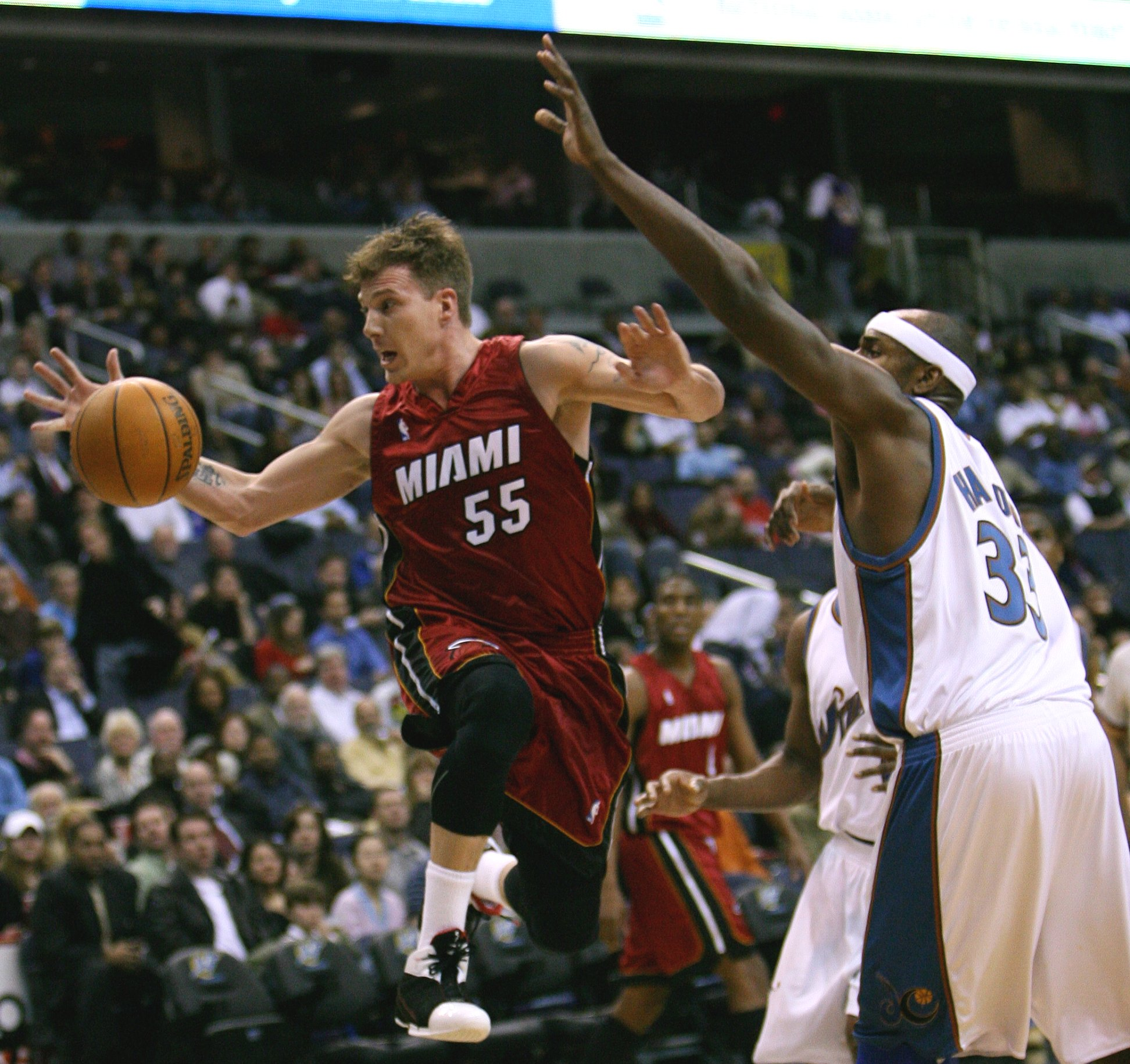
Williams gestisce la palla contro gli avversari

I Sacramento Kings lo scelsero con il numero 7. Nella sua stagione di debutto, con compagni quali Chris Webber, Vlade Divac, Corliss Williamson e Nick Anderson, i Kings poterono schierare un ottimo quintetto, passando da squadra mediocre a squadra da playoff. La maglia numero 55 di Williams entrò nella top 5 delle più vendute dell'NBA.
I passaggi e le giocate spettacolari di Jason fecero impazzire i tifosi, anche quelli delle altre squadre, ma alla grande spettacolarità dei gesti di Williams era abbinata una buona dose di rischio, per cui ad azioni da showtime seguivano palle perse spesso in momenti clou della partita. Nel 2001 i Kings decisero quindi di scambiare Williams con Mike Bibby, playmaker forse meno talentuoso in senso assoluto ma anche più freddo e meno avventato nelle soluzioni. Durante il Rookie Game all'interno dell'NBA All-Star Weekend del 2000, Williams inventò un passaggio che lo rese celebre. Finse infatti un passaggio dietro la schiena, per poi mandare il pallone nella direzione opposta colpendolo con il gomito. La mossa colse tutti di sorpresa, compreso il destinatario del passaggio Raef LaFrentz che, non aspettandosi un gesto del genere, non riuscì a concretizzarlo sotto canestro. Williams poi commentò: "l'ho fatto così tutti voi non mi chiederete mai più di rifarlo!"
L'arrivo ai Memphis Grizzlies non fu certo preso bene da Jason, che passava da un'ottima squadra ad una delle peggiori dell'NBA, fatto che non esitò a sottolineare polemicamente in alcune interviste. Nella mediocrità di Memphis, Williams cominciò a modificare il suo gioco, non provando sempre la giocata ad effetto come in passato ma cercando di gestire con maggiore equilibrio la partita.
Il 2 agosto 2005 Williams ebbe di nuovo la possibilità di tornare a giocare in una squadra di alto livello e in uno scambio che coinvolse ben tredici giocatori approdò ai Miami Heat di Dwyane Wade e Shaquille O'Neal. La squadra era arrivata ad un passo dalla finale l'anno prima; con innesti quali Antoine Walker, Gary Payton e lo stesso Williams gli Heat stavolta giunsero in finale contro i Dallas Mavericks e, nonostante una partenza ad handicap con due sconfitte nelle prime due gare, riuscirono poi a ribaltare il punteggio vincendo il titolo NBA.

### Il ritorno e il ritiro definitivo

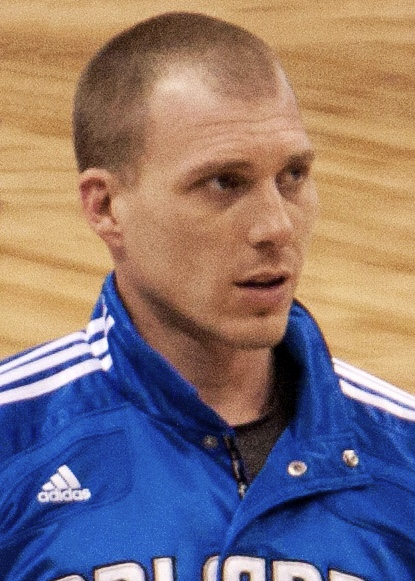
Williams ad Orlando nel 2010

Nella stagione successiva Williams saltò ventuno partite per infortunio e le sue medie punti e assist peggiorarono, fino ad avere un crollo nei play-off dove scesero a 5,8 punti e 3,5 assist a partita.
Nell'estate 2008 si accordò per giocare nei Los Angeles Clippers, ma il 26 settembre sorprese tutti annunciando il proprio ritiro, dopo dieci anni di carriera NBA. A metà della stagione 2008-09 ebbe un ripensamento e tentò di rientrare nella lega, ma il voto non unanime delle trenta franchigie (necessario per regolamento) gli impedì il rientro prima di un anno dalla data del ritiro.
In un'estate in cui i Clippers rinunciarono ai diritti su di lui, Williams svolse un provino con i New York Knicks, per poi firmare il 19 agosto 2009 per gli Orlando Magic, con cui giocò la stagione 2009-10 partendo dalla panchina come cambio d'esperienza del play titolare Jameer Nelson. Dopo una buona stagione, con diciotto partenze in quintetto per l'infortunio di Nelson, i Magic offrirono un altro anno di contratto a Williams. Per la stagione 2010-11 gli venne affidato un ruolo più marginale, essendo stato acquisito in estate Chris Duhon come primo cambio di Nelson. Nella prima metà della stagione venne impiegato in sole sedici partite e i suoi minuti calarono ulteriormente dopo l'arrivo in squadra di un altro pariruolo, Gilbert Arenas. Il 26 gennaio 2011 i Magic tagliarono Williams, che in data 7 febbraio ufficializzò il suo ritorno ai Memphis Grizzlies.
Il 18 aprile 2011 annunciò nuovamente e definitivamente il ritiro.

## Palmarès
- Campionato NBA: 1

Miami Heat: 2006
- NBA All-Rookie First Team (1999)

## Statistiche
| † | Denota le stagioni in cui ha vinto il titolo |

### NCAA
| Anno      | Squadra           | PG | PT | MP   | TC%  | 3P%  | TL%  | RP  | AP  | PRP | SP  | PP   |
| --------- | ----------------- | -- | -- | ---- | ---- | ---- | ---- | --- | --- | --- | --- | ---- |
| 1995-1996 | Marshall Th. Herd | 28 | -  | 29,1 | 52,2 | 38,0 | 74,3 | 3,5 | 6,4 | 1,8 | 0,3 | 13,4 |
| 1997-1998 | Florida Gators    | 20 | -  | -    | 44,1 | 40,3 | 84,0 | 3,0 | 6,7 | 2,7 | 0,2 | 17,1 |
| Carriera  | Carriera          | 48 | -  | 29,1 | 48,3 | 39,4 | 79,3 | 3,3 | 6,5 | 2,1 | 0,3 | 14,9 |

### NBA

#### Regular season
| Anno       | Squadra           | PG  | PT  | MP   | TC%  | 3P%  | TL%  | RP  | AP  | PRP | SP  | PP   |
| ---------- | ----------------- | --- | --- | ---- | ---- | ---- | ---- | --- | --- | --- | --- | ---- |
| 1998-1999  | Sacramento Kings  | 50  | 50  | 36,1 | 37,4 | 31,0 | 75,2 | 3,1 | 6,0 | 1,9 | 0,0 | 12,8 |
| 1999-2000  | Sacramento Kings  | 81  | 81  | 34,1 | 37,3 | 28,7 | 75,3 | 2,8 | 7,3 | 1,4 | 0,1 | 12,3 |
| 2000-2001  | Sacramento Kings  | 77  | 77  | 29,7 | 40,7 | 31,5 | 78,9 | 2,4 | 5,4 | 1,2 | 0,1 | 9,4  |
| 2001-2002  | Memphis Grizzlies | 65  | 65  | 34,4 | 38,2 | 29,5 | 79,2 | 3,0 | 8,0 | 1,7 | 0,1 | 14,8 |
| 2002-2003  | Memphis Grizzlies | 76  | 76  | 31,7 | 38,8 | 35,4 | 84,0 | 2,8 | 8,3 | 1,2 | 0,1 | 12,1 |
| 2003-2004  | Memphis Grizzlies | 72  | 68  | 29,4 | 40,7 | 33,0 | 83,7 | 2,0 | 6,8 | 1,3 | 0,1 | 10,9 |
| 2004-2005  | Memphis Grizzlies | 71  | 68  | 27,5 | 41,3 | 32,4 | 79,2 | 1,7 | 5,6 | 1,1 | 0,1 | 10,1 |
| 2005-2006† | Miami Heat        | 59  | 56  | 31,8 | 44,2 | 37,2 | 86,7 | 2,4 | 4,9 | 0,9 | 0,1 | 12,3 |
| 2006-2007  | Miami Heat        | 61  | 55  | 30,6 | 41,3 | 33,9 | 91,3 | 2,3 | 5,3 | 1,0 | 0,0 | 10,9 |
| 2007-2008  | Miami Heat        | 67  | 53  | 28,1 | 38,4 | 35,3 | 86,3 | 1,9 | 4,6 | 1,2 | 0,1 | 8,8  |
| 2009-2010  | Orlando Magic     | 82  | 18  | 20,8 | 44,4 | 38,0 | 75,6 | 1,5 | 3,6 | 0,6 | 0,0 | 6,0  |
| 2010-2011  | Orlando Magic     | 16  | 0   | 10,7 | 34,2 | 30,4 | -    | 1,4 | 1,5 | 0,5 | 0,0 | 2,1  |
| 2010-2011  | Memphis Grizzlies | 11  | 0   | 11,3 | 31,0 | 20,0 | -    | 0,7 | 2,5 | 0,3 | 0,1 | 1,9  |
| Carriera   | Carriera          | 788 | 667 | 29,4 | 39,8 | 32,7 | 81,3 | 2,3 | 5,9 | 1,2 | 0,1 | 10,5 |

#### Play-off
| Anno     | Squadra           | PG | PT | MP   | TC%  | 3P%  | TL%   | RP  | AP  | PRP | SP  | PP   |
| -------- | ----------------- | -- | -- | ---- | ---- | ---- | ----- | --- | --- | --- | --- | ---- |
| 1999     | Sacramento Kings  | 5  | 5  | 32,6 | 35,6 | 31,0 | 100,0 | 3,6 | 4,0 | 1,6 | 0,2 | 10,0 |
| 2000     | Sacramento Kings  | 5  | 5  | 29,0 | 37,5 | 32,0 | 80,0  | 1,6 | 2,4 | 0,6 | 0,0 | 10,4 |
| 2001     | Sacramento Kings  | 8  | 8  | 23,9 | 42,6 | 36,7 | 100,0 | 2,3 | 2,9 | 1,0 | 0,0 | 8,8  |
| 2004     | Memphis Grizzlies | 4  | 4  | 32,5 | 32,6 | 28,6 | 100,0 | 2,3 | 4,5 | 0,5 | 0,0 | 10,8 |
| 2005     | Memphis Grizzlies | 4  | 4  | 28,5 | 52,8 | 47,6 | 100,0 | 2,3 | 5,3 | 1,5 | 0,0 | 17,0 |
| 2006†    | Miami Heat        | 23 | 23 | 29,8 | 40,5 | 27,4 | 84,4  | 2,0 | 3,9 | 0,7 | 0,0 | 9,3  |
| 2007     | Miami Heat        | 4  | 4  | 28,0 | 25,0 | 29,4 | 80,0  | 2,0 | 3,5 | 1,3 | 0,3 | 5,8  |
| 2010     | Orlando Magic     | 14 | 0  | 13,7 | 34,2 | 25,0 | 100,0 | 0,8 | 1,6 | 0,3 | 0,0 | 2,6  |
| Carriera | Carriera          | 67 | 53 | 25,9 | 39,3 | 30,9 | 88,9  | 1,9 | 3,3 | 0,8 | 0,0 | 8,3  |

#### Massimi in carriera
- Massimo di punti: 38 vs Houston Rockets (30 novembre 2001)[7]
- Massimo di rimbalzi: 9 (3 volte)
- Massimo di assist: 19 vs Golden State Warriors (30 marzo 2002)
- Massimo di palle rubate: 6 vs Indiana Pacers (26 gennaio 2008)
- Massimo di stoppate: 2 (3 volte)
- Massimo di minuti giocati: 48 (5 volte)